# 郭勁宏
郭勁宏（英語：George Ching-Hung Kuo），台灣裔病毒學家，1989年與迈克尔·霍顿、朱桂霖和丹尼尔·布拉德利共同發現並成功培養了丙型肝炎病毒。

## 發現丙型肝炎
在1970年代，醫學界發現甲型肝炎和乙型肝炎之外，還有一種病原體不明的肝炎尚未釐清。因此開榮公司的迈克尔·霍顿團隊著手進行「非AB型性肝炎」（Non-A-Non-B (NANB)-Hepatitis）的研究，而郭勁宏也參與其中。在多年努力後，團隊於1989年從患有NANB肝炎的黑猩猩血漿中，發現了一小段病毒核酸，並被證實是前所未知的病毒，也就是後來所熟知的丙型肝炎病毒。
丙型肝炎病毒發現後，很快就成功發展出血液中病毒的檢測方法。此後血品中帶有病毒的比例從1/3降到兩萬分之一，大幅提高了輸血安全。據估計，目前使用的抗體檢測法，每年在美國就至少避免40000人受到感染。
郭勁宏於1961年畢業於國立臺灣大學醫技系，並於1972年自阿尔伯特·爱因斯坦医学院取得博士學位。

## 家庭
郭勁宏與同事Carol Lan-Fang Kuo結婚，女兒Irene Carol Kuo是美國約翰霍普金斯大學威爾默眼科研究所的眼科副教授。女婿Carson Chia-sen Chow博士任職於美國國家衛生研究院的國家糖尿病與消化和腎臟疾病研究所（NIDDK）。

## 獲獎
- 1992年：卡爾·蘭德斯泰納紀念獎
- 1994年：威廉·博蒙特獎，美國腸胃學會（英语：American Gastroenterological Association）頒授[11][12]
- 2005年：戴爾·A·史密斯紀念獎，美國血庫學會（英语：AABB）頒授